# Parc d'État de Frontenac
Pour les articles homonymes, voir Frontenac.
Le Parc d'État de Frontenac (en anglais : Frontenac State Park) est une réserve naturelle située dans l'État du Minnesota, aux États-Unis, sur le Mississippi. Le parc est l'un des meilleurs endroits pour observer la migration des oiseaux au printemps et en automne : en effet plus de 260 espèces d'oiseaux ont été recensées. Les biotopes du lac Pépin abrite des faucons, des pygargues, des dindons sauvages et diverses espèces de fauvettes. Parmi les mammifères, les cerfs, les ratons laveurs, les opossums, les renards roux, les coyotes, les marmottes d'Amérique, les castors et les écureuils peuplent le parc.